# Clarabella (brano musicale)
Clarabella è un brano dei The Jodimars composto da Frank Pingatore. Il gruppo, formato da ex-membri delle Comets di Bill Haley, pubblicò il pezzo come loro quinto singolo, ma non ebbe successo in alcun modo. Riuscì però a finire tra le mani dei Beatles, che registrarono una versione più rocker, con lo stile di Elvis Presley e di Little Richard, il 2 luglio 1963 per il programma della BBC Pop Go the Beatles; la loro cover venne trasmessa per la prima volta il 16 dello stesso mese. Paul McCartney, vocalist della canzone, ha ipotizzato che sia stata suonata al produttore George Martin come possibile cover per un album. La versione dei Beatles è stata inclusa sull'album Live at the BBC del 1994.

## Formazione
Riferito alla versione dei Beatles.
- Paul McCartney: voce, basso elettrico
- John Lennon: armonica a bocca, chitarra ritmica
- George Harrison: chitarra solista
- Ringo Starr: batteria[1]